# Васил Спасов (ВМОК)
Вижте пояснителната страница за други значения на Васил Спасов.
Васил Спасов Спасов е български военен и революционер, активист на Върховния македоно-одрински комитет.

## Биография
Васил Спасов е роден на 24 декември 1868 година в град Кюстендил, тогава в Османската империя. Влиза в армията на Княжество България и към 1895 година е подпоручик от 2-ри резервен полк. Същата година участва в Четническата акция на ВМОК.